# Veszprém (stacja kolejowa)
Veszprém – stacja kolejowa w Veszprémie, w komitacie Veszprém, na Węgrzech. Stacja posiada 2 perony.